# کانگ می نا
کانگ می نا (کره‌ای: 강미나؛ زادهٔ ۴ دسامبر ۱۹۹۹) که به‌طور حرفه‌ای با نام مینا (미나) شناخته می‌شود، خواننده، رپر و بازیگر اهل کره جنوبی است. او بیشتر به خاطر دست یافتن به جایگاه نهم در برنامه واقع‌نمای رقابتی شبکه ام‌نت به نام پرودوس ۱۰۱ شناخته می‌شود. او قبلاً عضو گروه‌های آی.او. آی و گوگودان و زیرگروه‌های ۵۹۵۹ و گوگودان سه‌می‌نا بود.

## فیلم شناسی

### فیلم سینمایی
| سال  | عنوان               | کاراکتر |
| ---- | ------------------- | ------- |
| ۲۰۲۲ | وحشت نیمه شب: شش شب | سو هیون |
| ۲۰۲۳ | اوه، آفرین!         | دا یونگ |

### مجموعه تلویزیونی
| سال       | عنوان                    | کاراکتر           |
| --------- | ------------------------ | ----------------- |
| ۲۰۱۷      | دختر و پسر قرن بیستم     | سا جین جین(جوانی) |
| ۲۰۱۷      | دراما استیج              | می نا             |
| ۲۰۱۸      | داستان پری               | جوم سون یی        |
| ۲۰۱۹      | هتل دل لونا              | کیم یو نا         |
| ۲۰۲۱      | هم‌اتاقی من یک گومیهو است | جین آه            |
| ۲۰۲۲–۲۰۲۱ | مون‌شاین                  | هان یه جین        |
| ۲۰۲۲      | کافه مینامدانگ           | نام هه جون        |
| ۲۰۲۴–۲۰۲۳ | به سامدالری خوش آمدید    | جو هه دال         |

### مجموعه اینترنتی
| سال  | عنوان           | کاراکتر      |
| ---- | --------------- | ------------ |
| ۲۰۱۸ | دوکگو ریوایند   | کیم هیون سون |
| ۲۰۲۱ | بچه های تابستان | جین دال ره   |